# Geschichte Kuwaits

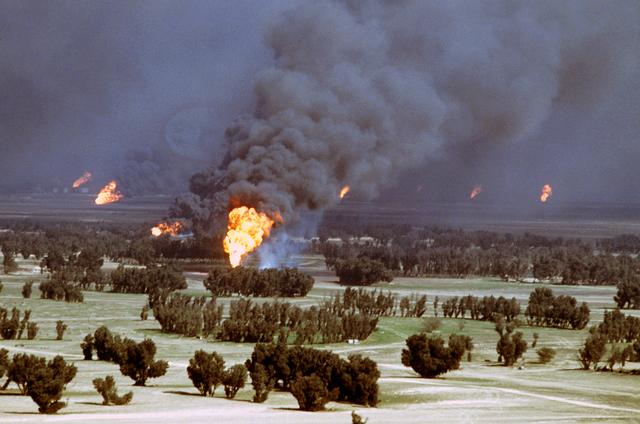
Von Irakern während des 2. Golfkriegs in Brand gesetzte Ölförderanlagen Kuwaits (Foto vom 2. März 1991)

Die selbständige Geschichte Kuwaits begann im 18. Jahrhundert. Seit dem 7. Jahrhundert islamisch, wurde 1756 das Scheichtum Kuwait durch die Dynastie der as-Sabah gegründet, nachdem der Stamm seit 1716 das Gebiet besiedelt hatte. Das Scheichtum unterstand aber der Oberhoheit der Osmanen. Nachdem die Osmanen im 19. Jahrhundert verstärkt versuchten, ihre Oberhoheit auch tatsächlich durchzusetzen, wurde Kuwait 1899 ein britisches Protektorat und löste sich von den Osmanen. Nach 1919 führten die saudischen Wahhabiten mehrere Feldzüge gegen Kuwait. Erst 1940 wurde Kuwait von Saudi-Arabien anerkannt. Schon 1939 hatte Scheich Ahmad Al-Jaber Al-Sabah (1921–1950) den Titel eines Emirs angenommen.
Nachdem 1938 große Erdölvorkommen entdeckt worden waren, stieg das Land nach dem Zweiten Weltkrieg zum größten Erdölproduzenten am Persischen Golf auf. Mit den großen Einnahmen wurde die Modernisierung des Landes und der Aufbau eines Sozialsystems finanziert. 1960 war Kuwait mit Iran, dem Irak, Saudi-Arabien und Venezuela Gründungsmitglied der OPEC. Unter Scheich Abdullah as-Salim as-Sabbah (1950–1965) wurde Kuwait 1961 unabhängig. Um eine irakische Annexion zu verhindern, entsandte die Arabische Liga eine Interarabische Sicherheitstruppe zum Schutz Kuwaits.
Obwohl die Unabhängigkeit 1963 vom Irak anerkannt wurde, musste sich Kuwait auch in der Folgezeit immer wieder gegen irakische Gebietsansprüche wehren. 1973 annektierte der Irak jene Grenzgebiete, die die Briten 1915 vom Osmanischen Reich an Kuwait übergeben hatten. 1981 war Kuwait Gründungsmitglied des Golf-Kooperationsrats. Während des 1. Golfkriegs zwischen Iran und dem Irak (1980–1988) unterstützte Kuwait den Irak finanziell sehr stark. Allerdings kam es schon seit 1987 zu verstärkten Spannungen, als der Irak den Erlass der Schulden und die Abtretung einiger Inseln von Kuwait forderte.
Am 2. August 1990 wurde Kuwait von irakischen Truppen besetzt und nach einer kurzen Marionettenherrschaft Alaa Hussein Alis am 8. August annektiert. Daraufhin wurde das Land von einer internationalen Koalition unter Führung der USA während des 2. Golfkriegs zurückerobert (15. Januar bis 27. Februar 1991), die Grenze wurde wieder zugunsten Kuwaits korrigiert.
In der Folgezeit wurden einige demokratische Reformen eingeführt, die allerdings an der absoluten Macht des Sabah-Clans kaum etwas änderten. Seit 1996 besitzen islamische und fundamentalistische Parteien die Mehrheit im Parlament. 2003 war Kuwait der Ausgangspunkt für die Invasion der US-Truppen in den Irak.